# أولاد إبراهيم بن علي (أولاد بوبكر)
أولاد إبراهيم بن علي هي إحدى مشيخات المملكة المغربية، تتبع جغرافيا لإقليم الدريوش وإداريًا لأولاد بوبكر. يقدر عدد سكانها بـ 1522 نسمة حسب الإحصاء الرسمي للسكان والسكنى لسنة 2004.